# Joseph von Stichaner
Joseph Philipp Carl Edler von Stichaner (1838-1889) est un haut fonctionnaire de l’Empire allemand.

## Biographie

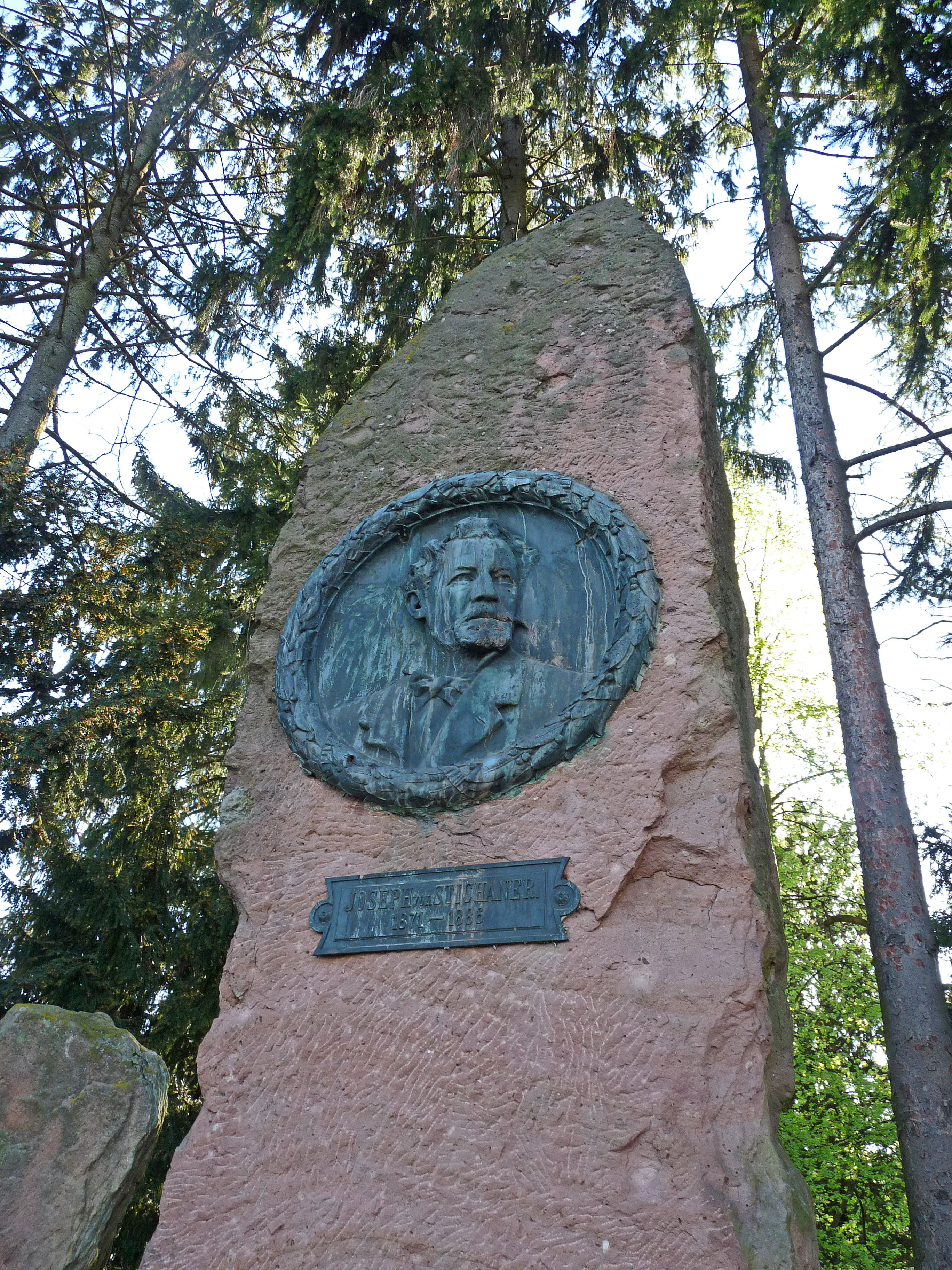
Monument dédié à Joseph von Stichaner à Wissembourg, médaillon par Alfred Marzolff.

L’Edler Joseph von Stichaner naît à Spire le 1er juillet 1838. Son parents étaient Joseph August von Stichaner, fonctionnaire (1799-1861) et Henriette Lichtenberger (1816-1878). Son grand-père était Joseph von Stichaner (de) le président du district du Palatinat de 1817à 1832. Stichaner épouse Seraphine Jordan, avec qui il n'aura pas d'enfants.
Installé dans la nouvelle Alsace-Lorraine à Bar-le-Duc et Strasbourg, Joseph von Stichaner devient directeur de l'arrondissement de Wissembourg (de), le 1er février 1872 jusqu’en novembre 1886. Ici il mit fin aux manifestations anti-germaniques (les voyants de Riedseltz et de Schœnenbourg) en favorisant la scolarisation et l'économie de la région. Il sera président du district de Basse-Alsace, le 15 novembre 1886.
Joseph von Stichaner fit construire à Lobsann une villa de style palladien et un parc d'agrément . Il subsiste dans ce parc, outre d'antiques tilleuls, un superbe gingko, de la même origine que ceux place de la République à Strasbourg. Stichaner, grand connaisseur de la culture française, est de la même veine culturelle que son beau-père le professeur et archéologue Jordan et son collègue Michélis, archéologue et humaniste à qui l'on doit l'ensemble architectural de l'université de Strasbourg construite après l'annexion de 1871.
Joseph Philipp Edler von Stichaner décède le 14 avril 1889 à Strasbourg. Les habitants de Wissembourg firent élever un monument à sa mémoire à l'entrée Sud de la ville.